# 中医男科学
中医男科学是中医学的一个分支学科，是20世纪80年代其从中医临床学科（中医内科、中医外科）中分化出来成为独立的学科；然而，记载男性疾病的医学文献在三千多年前就有。中医男科学发展迅速，然而，在临床科室、教学、学术组织、出版文献和专著等方面，尚处于学科发展初期阶段。

中医男科学研究男性特有的生理病理、生育与节育、疾病诊治及养生保健等。中医男科学含概中医男科基础医学、中医男科临床医学、中医男科学预防保健医学等。

中医男科涉及保健优生外，常见疾病：
- 性功能障碍：阳萎、早泄、遗精、不射精症、性欲低下、性欲亢进、射精疼痛、阴茎异常勃起、射尿证、逆行射精、性心理障碍；
- 不育症：混合性精子异常、少精子症、弱精子症、畸形精子症、无精子症、精子过多症、精液不液化、无精液症、少精液症、多精液症、脓精症、免疫性不育、克兰费尔氏综合征；
- 阴茎疾病：龟头包皮炎、包皮过敏性水肿、嵌顿性包茎、阴茎硬结症、阴茎疝；
- 阴囊疾病：阴囊湿疹、阴囊血肿、阴囊蜂窝组织炎、阴囊坏疽、鞘膜积液；
- 睾丸疾病：睾丸炎、睾丸损伤、睾丸肿瘤、隐睾症、睾丸萎缩；
- 附睾疾病：附睾精液囊肿、附睾炎、附睾精子郁结症、附睾结核；
- 精索疾病：精索静脉曲张、精索炎；
- 前列腺精囊疾病：急性细菌性前列腺炎、慢性前列腺炎、慢性非细菌性前列腺炎、前列腺痛、良性前列腺增生症、前列腺癌、精囊炎（血精）；
- 性传播疾病：淋病、非淋菌性尿道炎、尖锐湿疣、梅毒、软下疳、性病性肉芽肿、生殖器疱疹、传染性软疣、巨细胞病毒感染、生殖器念珠菌病、爱滋病、股癣、滴虫病、疥疮、阴虱；
- 其它疾病：男子更年期综合征、房劳病、房事伤、房事昏厥、阴冷、缩阳症、白塞氏病、男性乳房异常发育症、男扎并发症。